# Stirling (hrabstwo)
Stirling (gael. Sruighlea) – jednostka administracyjna (council area) w środkowej Szkocji. Zajmuje powierzchnię 2187 km², a zamieszkana jest przez 90 330 osób (2011). Ośrodkiem administracyjnym jest miasto Stirling.